# فرزاد کریمی
فرزاد کریمی (زاده ۱ فروردین ۱۳۵۵) یک شاعر و منتقد ادبی ایرانی است. او در حوزه ادبیات فعالیت می‌کند و می‌نویسد. حوزه‌های مطالعاتی این منتقد ادبی روایت‌شناسی، نشانه‌شناسی و مطالعات میان‌رشته‌ای فلسفه و ادبیات است.
کریمی در کتاب تحلیل سوژه در ادبیات داستانی پسامدرن ایران بر آن است تا آن‌جا که مقدور است پژوهشی فارغ از آسیب‌های پیش‌گفته به جامعه ادبی ارائه دهد تا سهمی در افزایش دانش جمعی و ارتقای سطح زیبایی‌شناسی ادبی داشته باشد. فرزاد کریمی در روایتی تازه بر لوح کهن شعر نوگرا را بر اساس عنصر روایت می‌داند.

## تحصیلات
فرزاد کریمی دانش‌آموختهٔ مهندسی عمران، کارشناسی ارشد زبان و ادبیات فارسی از دانشگاه تربیت مدرس، دکترای زبان و ادبیات فارسی از دانشگاه شیراز ، کارشناسی ارشد فلسفه غرب از دانشگاه اصفهان و پسادکتری فلسفه از دانشگاه تهران است.

## آثار
از فرزاد کریمی شش مجموعه شعر و دو اثر پژوهشی در حوزه ادبیات منتشر شده‌است که عبارتند از:
- گوزنی درون سینه‌ام دست و پا می‌زند[۵]
- فروتن، به وقت اسطوره شدن[۶]
- با عاطفه‌های قرن مفرغ[۷]
- تحلیل سوژه در ادبیات داستانی پسامدرن ایران[۸]
- فعلاً بدون نام: مجموعه شعر[۹]
- روایتی تازه بر لوح کهن[۱۰]
- اقلیما[۱۱]
- رؤیای زنی سبکبال که از شب خیال می‌گذشت

اقلیما به‌صورت کتاب صوتی و متشکل از شعرهایی با درون‌مایهٔ عاشقانه، با صدای صدرالدین شجره ضبط شده‌است. اقليما را بايد بدون هيچ دسته‌بندی نگاه كنيم. درون‌مايه شعرهای كريمی در اقليما عاشقانه است. اما با زيركی اشاره‌ای به بزنگاه‌هایي تاريخي با ارجاعات عاشقانه كرده و وقايع را به‌نفع شعر مصادره كرده‌است.